# Rucmanci
Rucmanci so razloženo naselje v povirju Sejanskega potoka, v Občini Sveti Tomaž. Področje je kmetijsko. Marijina kapela v vasi je iz leta 1836. S pomočjo krajanov je bila leta 1995 obnovljena in je sedaj tudi ponos vasi. 
V vaškem grbu je jeza, imenovana tudi obročnjaki ali hanzek. To je primitivni, toda priročni pripomoček za izdelavo kmetijskega orodja iz lesa. V starejših zapisih pa imajo Rucmanci v grbu ježa ali metulja. Je tudi ena izmed redkih vasi v Sloveniji, kjer je moč najti ogroženo vrsto ptice zlatovranke.